# Educació a Itàlia
L'educació a Itàlia està regulada des del 1859 per al sistema reglat o educació formal i es complementa amb un sistema d'educació no formal provinent de les entitats cíviques.
Des del 1962 el sistema reglat es divideix en cinc graons, dels quals tres són obligatoris. L'educació infantil dura fins al sis anys, moment en què el nen o nena ingressa a l'educació primària, primer nivell obligatori i que equival al nivell 1 de l'ISCED. Aquesta etapa dura cinc cursos i prepara per a la secundària, dividida en dos graus. La scuola secondaria di primo grado, amb tres cursos, atorga els coneixements del nivell 2 de l'ICESD i és comuna per a tot l'alumnat, mentre que la segona part de la secundària es divideix en dues branques: la scuola secondaria di secondo grado, amb cinc cursos, i un vessant de formació professional (també obligatori) que pot abastar de tres a cinc anys segons la via escollida per l'alumne. Posteriorment s'accedeix, des de la scuola secondria, als estudis universitaris, que segueixen l'estructura acordada al Procés de Bolonya.